# Валле-д’Агро

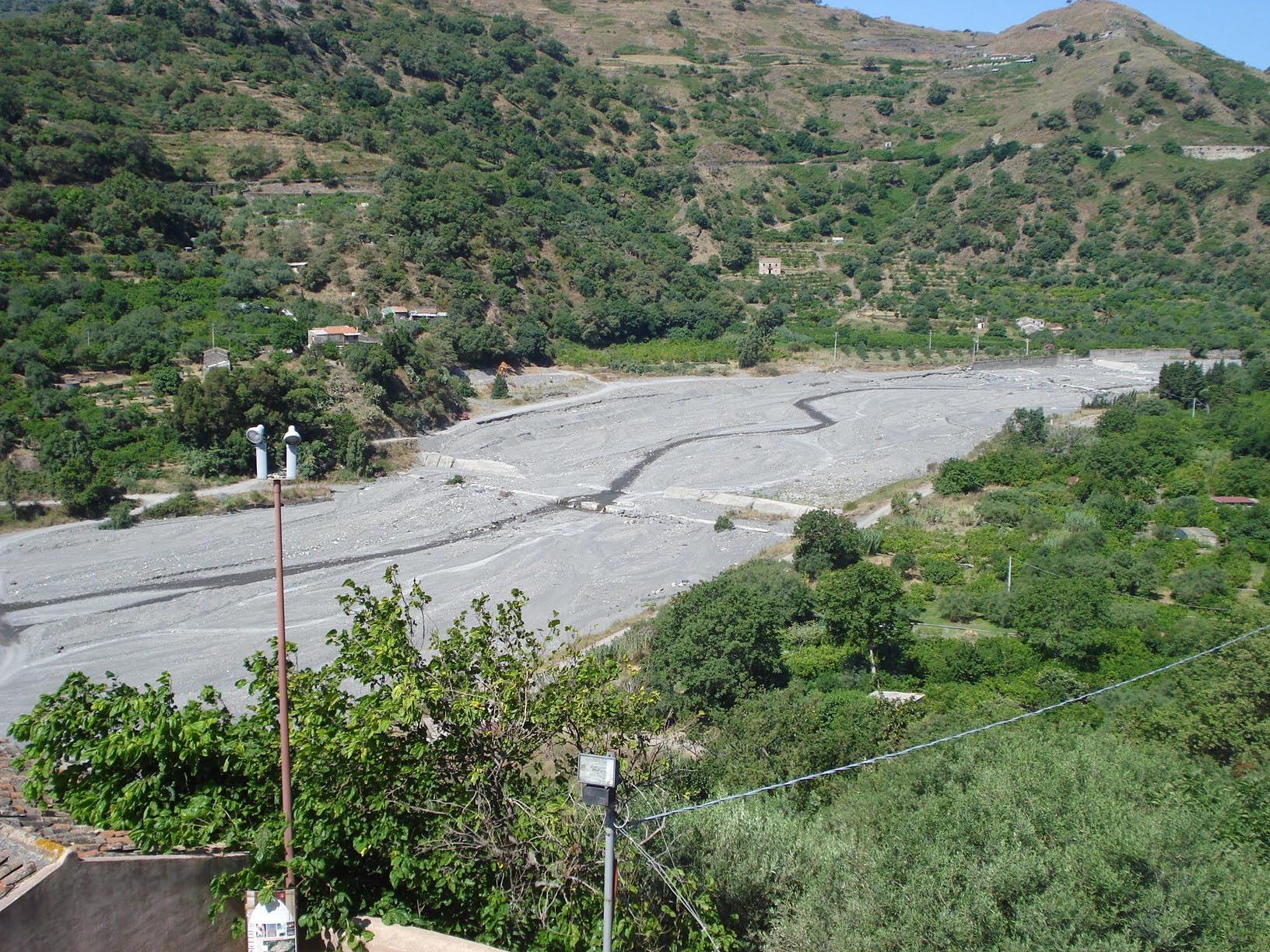
Русло реки Агро (вид с террасы церкви Санти-Пьетро-э-Паоло-д’Агро

Валле-д’Агро — долина, протянувшая на 15 км от Ионического моря вглубь гор Пелоритани (Сицилия, провинция Мессина). Название связано с одноимённой рекой, проходящей по дну ущелья.
Валле-д’Агро — относительно новый топоним. С 1817 года район назывался Савока (по крупнейшему населённому пункту) и входил в состав округа Кастрореале, упразднённого после объединения Италии. В настоящее время 9 коммун, объединённых в консорциум Валле-д’Агро, административно являются частью провинции Мессина.
Коммуны Валле-д’Агро: Санта-Тереза-ди-Рива, Сант'Алессио-Сикуло, Фурчи-Сикуло, Савока, Казальвеккьо-Сикуло, Форца-д'Агро, Лимина, Антилло, Роккафьорита. По состоянию на апрель 2010 года общая численность населения Валле-д’Агро составляет 19 906 человек.
До середины XX века Валле-д’Агро была зоной активного сельскохозяйственного производства, следами которого являются заброшенные горные террасы. В настоящее время в районе представлено только овцеводство и огородничество. В связи с тем, что район находится вблизи туристических центров на Ионическом побережье (Таормина, Джардини-Наксос, Летоянни), власти предполагают развивать туризм. В Валле-д’Агро находятся «типично сицилийские» деревни Савока и Форца-д’Агро, в которых снимались сицилийские сцены «Крёстного отца», и арабо-норманнская церковь Санти-Пьетро-э-Паоло-д'Агро.